# ちびっこ怪獣ヤダモン
『ちびっこ怪獣ヤダモン』（ちびっこかいじゅうヤダモン）は、1967年10月2日から1968年3月25日までフジテレビ系列局で放送されていたピー・プロダクション制作のテレビアニメである。モノクロ作品。全52話（全26回、1回につき2話放送）。放送時間は毎週月曜 19:00 - 19:30 （日本標準時）。
ピー・プロダクション初のオリジナル作品であり、社長のうしおそうじが企画・原案・脚本を務めた。実写特撮も手がけるピープロらしく、一部話数ではアニメと実写の合成も意欲的に取り入れられている。

## 登場キャラクター
ヤダモン
声 - 中島そのみ
太郎
声 - 菅谷政子、油谷佐和子
チョメ子
声 - 一谷伸江
パパ
声 - 北町史郎
ママ
声 - 北浜晴子

## スタッフ
- 原案・演出 - うしおそうじ
- 脚本 - 藤川桂介、生田大作、若林藤吾
- 作画 - 渡辺福男、有川旭一、稲村孔志
- 音楽 - 宇野誠一郎

## 主題歌
前期オープニング・後期エンディング
「ヤダモン」
作詞・作曲・編曲 - 宇野誠一郎 / 歌 - 中島そのみ、ヤング・フレッシュ
前期エンディング・後期オープニング
「オー・ノー・ヤダモン」
作詞・作曲・編曲 - 宇野誠一郎 / 歌 - ヤング・フレッシュ

## 各話リスト
| 回 | 放送日         | サブタイトル                   | 脚本     | 演出     |
| -- | -------------- | ------------------------------ | -------- | -------- |
| 1  | 1967年 10月2日 | ぼく！ヤダモン                 |          |          |
| 1  | 1967年 10月2日 | ぼくらのヤダモン               |          |          |
| 2  | 10月9日        | ヤダモンのお祭り               |          |          |
| 2  | 10月9日        | ヤダモン誘拐事件               |          |          |
| 3  | 10月16日       | ヤダモンの魚つり               |          |          |
| 3  | 10月16日       | ヤダモンの映画見物             |          |          |
| 4  | 10月23日       | 拾った赤ン坊                   |          |          |
| 4  | 10月23日       | ヤダモンの野球試合             |          |          |
| 5  | 10月30日       | お風呂嫌いヤダモン             |          |          |
| 5  | 10月30日       | 少年探検隊                     |          |          |
| 6  | 11月6日        | ヤダモンの身代わり騒動         |          |          |
| 6  | 11月6日        | 大暴れヤダモン                 |          |          |
| 7  | 11月13日       | 大喰いヤダモン                 |          |          |
| 7  | 11月13日       | ヤダモンの一人旅               |          |          |
| 8  | 11月20日       | 交通戦争                       |          |          |
| 8  | 11月20日       | ヤダモンの運動会               |          |          |
| 9  | 11月27日       | 病気にはかなわない             |          |          |
| 9  | 11月27日       | ヤダモンの名探偵               |          |          |
| 10 | 12月4日        | ひとりぼっちのヤダモン         |          |          |
| 10 | 12月4日        | ヤダモンの1日入学              |          |          |
| 11 | 12月11日       | ヤダモンと火星坊や             |          |          |
| 11 | 12月11日       | スキーには泣かされる           |          |          |
| 12 | 12月18日       | ヤダモンのサンタクロース       |          |          |
| 12 | 12月18日       | ヤダモンと意地悪婆さん         |          |          |
| 13 | 12月25日       | 流行におくれるな               |          |          |
| 13 | 12月25日       | 剣豪ヤダモン                   |          |          |
| 14 | 1968年 1月1日  | チャンネル0(ゼロ)の世界        | 生田大作 | 若林藤吾 |
| 14 | 1968年 1月1日  | ヤダモンの宝捜し               |          |          |
| 15 | 1月8日         | ヤダモンロボット               |          |          |
| 15 | 1月8日         | キザ子ちゃん笑いなさい         |          |          |
| 16 | 1月15日        | がんばれドン平                 |          |          |
| 16 | 1月15日        | おとうにあいたい               |          |          |
| 17 | 1月22日        | アフリカのお友達               |          |          |
| 17 | 1月22日        | ヤダモンのアルバイト           |          |          |
| 18 | 1月29日        | ヤダモンとドロボー・ワンちゃん |          |          |
| 18 | 1月29日        | ヤダモンのおそうじ             |          |          |
| 19 | 2月5日         | ヤダモンのバスケット           |          |          |
| 19 | 2月5日         | ヤダモンのタイムマシーン       |          |          |
| 20 | 2月12日        | ヤダモンと二丁拳銃             |          |          |
| 20 | 2月12日        | スターはヤダモン               |          |          |
| 21 | 2月19日        | 逃げだした猛獣                 |          |          |
| 21 | 2月19日        | 宝石どろぼうを探せ             |          |          |
| 22 | 2月26日        | 密輸船をやっつけろ             |          |          |
| 22 | 2月26日        | おかしな迷子                   |          |          |
| 23 | 3月4日         | ヤダモンの結婚そうどう         |          |          |
| 23 | 3月4日         | 幻の怪獣イカスモン             |          |          |
| 24 | 3月11日        | ヤダモンのガールフレンド       |          |          |
| 24 | 3月11日        | ごちそう作戦はヤダモン         |          |          |
| 25 | 3月18日        | ヤダモンの宇宙旅行             |          |          |
| 25 | 3月18日        | ゴーカートで突っ走れ           |          |          |
| 26 | 3月25日        | うたがわれたヤダモン           |          |          |
| 26 | 3月25日        | ヤダモンといんちき祈とう師     |          |          |

参考：『THIS IS ANIMATION 2 ファンタジー・メルヘン・少女アニメ編』小学館、1982年、112頁。

## 放送局
★印の局は、『昭和ちびっこ広告手帳 : 東京オリンピックからアポロまで』青幻舎、2009年4月20日、155頁。ISBN 9784861521812。に掲載。
- 月曜 19:00 - 19:30
  - ★フジテレビ
  - ★東海テレビ
  - ★関西テレビ
  - ★仙台放送
  - ★テレビ西日本
- 月曜 18:15 - 18:45
  - ★広島テレビ
- 日曜 10:30 - 11:00
  - ★札幌テレビ
- 日曜 18:00 - 18:30
  - ★福島テレビ
- 土曜 18:15 - 18:45
  - ★西日本放送テレビ
- 日曜 9:00 - 9:30
  - 秋田放送[4]
  - 熊本放送[5]
- 月曜 17:30 - 18:00
  - 山形放送[6]
- 金曜 17:30 - 18:00
  - 北日本放送（放送期間：1967年11月3日 - 1968年5月10日）[7]
- 月曜 17:25 - 17:55
  - 北陸放送[8]
- 金曜 17:15 - 17:45
  - 福井放送[9]
- 木曜 18:15 - 18:45
  - 日本海テレビ[10]
- 木曜 17:10 - 17:40
  - 高知放送[11]
- 土曜 17:20 - 17:50
  - 大分放送[11]
- 日曜 9:30 - 10:00
  - 宮崎放送[12]

## エピソード
- エピソードのひとつ「チャンネル0（ゼロ）の世界」（1968年1月1日放送）では実写怪獣「ゼロン」が登場するが、この怪獣は1967年の『豹（ジャガー）マン』のパイロットフィルムに登場している。そして本作を経て、1971年放送開始の『スペクトルマン』に至るまでピープロの作品間で使い回されていた。
- 主演の中島そのみは当時結婚引退していたが、ピー・プロダクション社長のうしおそうじが自宅に赴いて直接説得を行い、出演にこぎつけた[1][13]。
- 1992年にNHK総合テレビでアニメ『ヤダモン』の放送を開始した日本放送協会 (NHK) は、商品登録を済ませた後になって本作の存在に気付いた。本作は商品登録していなかったために手続き上の問題は生じなかったが、念のためにNHKはうしおそうじと交渉し、2つの『ヤダモン』が共存していくことで合意を見た[14]。

## 映像ソフト
後述の直販ソフトを除いて、本作品はこれまでに全話分のDVD、ブルーレイの発売はされていない。オープニング映像や本編映像の一部については以下の映像ソフトに収録されている。
- シルバージャガーの誕生（VHS、SHOWA） - 「チャンネル0（ゼロ）の世界」本編映像の一部を収録。
- TVヒーロー主題歌全集9 ピープロ編（VHS・β、東映ビデオ） - 前期・後期両方のオープニングと「チャンネル0（ゼロ）の世界」本編映像の一部を収録。
- ピー・プロ テーマ & 変身コレクション（VHS・LD、ハミングバード） - 前期・後期両方のオープニングを収録。
- マニア愛蔵版 懐かし〜いTVアニメテーマコレクション（VHS・LD、ハミングバード） - 前期のオープニングを収録。
- この他、インディーズ的な形態ではあるが、1980年代当時ビデオショップを経営していたピープロの通販や上映会で、第1回Aパート「ヤダモンの誕生[15]」、第14回Aパート「チャンネル0(ゼロ)の世界」、第1回Bパート「ぼくらのヤダモン」の計3話を収録したビデオソフト（VHS・β）が公式に直販されたことがある[3]。40分、定価12800円。
- また当時のピープロでは、個人から好きな作品・話数のリクエストを数万円で受注し、その話数のフィルムをテレシネして直接ビデオ販売する「ソフトオーダーメイド」と銘打ったサービスが行われており、発注可能な作品リストには本作も含まれていた。
- うしおは2002年のインタビューで「『ドンキッコ』というのは（中略）ソフト、何もないでしょう。だからあれは、何本かとってあるんですよ。（中略）一番とってあるのは、『ヤダモン』なんだけど」と話している[16]。

## コミカライズ
本作のコミカライズ版は3種類ある。
- 講談社の『ぼくら』1967年12月号 - 1968年7月号に連載。作画担当は永井豪で、これが永井の初連載作品となった。永井版のオリジナルキャラクターとして『ハレンチ学園』のヒゲゴジラが登場しているが、本作では原始人のような格好をせずに白衣を着ていた。単行本は1970年10月10日に「コミックメイト」（若木書房）から発売、その後1999年4月1日に「永井豪華版コレクション」（メディアファクトリー）の一環として発売された。前者は『電撃四郎イナズマ作戦』と『ちびっこ刑事ちゃん』（以上「別冊まんが王」読み切り掲載）、後者は『くいしんボクちゃん』・『なぞなぞぼうやXくん』・『かいじゅうはかせポコペンちゃん』（以上「小学一年生」連載）と共に収録されている。
- 同じく講談社の『たのしい幼稚園』1967年12月号[17] - 1968年8月号[18]にも連載。作画担当は篠田ひでお（しのだひでお）。
- 同じく講談社の『なかよし』1967年12月号 - 1968年7月号にも連載。作画担当は有川旭一[19][20]。